# روبرت ستيفن بينيت
روبرت ستيفن بينيت (بالإنجليزية: Robert S. Bennett)‏ هو محامي أمريكي، ولد في 1939 في بروكلين في الولايات المتحدة.

## وصلات خارجية
- روبرت ستيفن بينيت على موقع إن إن دي بي (الإنجليزية)